# Bova Lexio
Der Bova Lexio ist ein Regionalbus, der vom niederländischen Omnibushersteller VDL Bova produziert wurde.

## Versionen
Die beiden deutschen Versionen Lexio LLD 123-310/365 und Lexio LLD 130-365 sind für einen Transport von bis zu 59 Personen zugelassen. Die beiden Versionen Lexio LLD 123-365 und Lexio LLD 130-310/365 waren in Deutschland weniger verbreitet.

## Technische Daten
Alle Versionen haben einen Viertaktdieselmotor mit sechs Zylindern, Direkteinspritzung und Abgasturbolader mit Ladeluftkühler im Heck des Busses; die Leistung beträgt bis zu 265 kW (361 PS). Die Fahrzeuge sind serienmäßig mit Geschwindigkeitsbegrenzer und doppelverglasten Front- und Seitenscheiben ausgestattet. Die Motoren erfüllten anfangs die Abgasnorm Euro 3, später die Abgasnorm Euro 4.